# Deister- und Weserzeitung

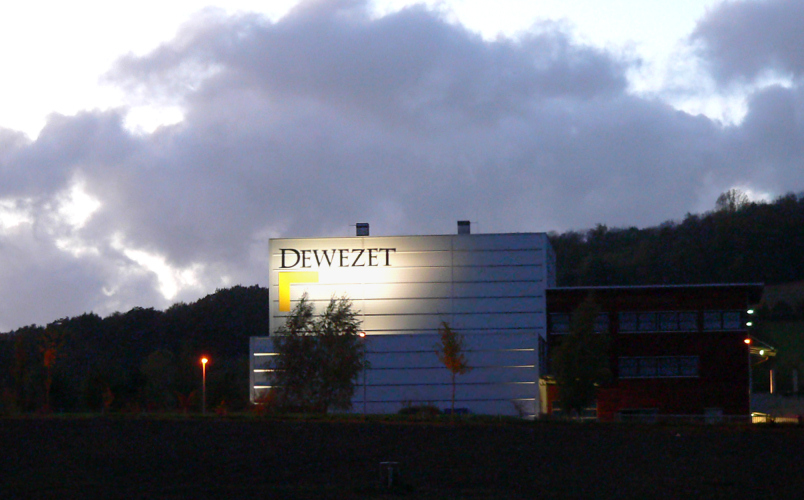
Druckerei der Deister- und Weserzeitung

Die Deister- und Weserzeitung (Dewezet) aus Hameln ist eine Lokalzeitung in Niedersachsen. Ihr Verbreitungsgebiet liegt im Landkreis Hameln-Pyrmont sowie im nördlichen Teil des Kreises Holzminden. Die Unterausgabe Pyrmonter Nachrichten erstreckt sich zudem in den östlichen Teil des Kreises Lippe (Stadt Lügde). Chefredakteur ist seit 1. Januar 2024 Thomas Thimm. Dessen Vorgängerin Julia Niemeyer löste im Januar 2016 den seit April 2011 als Chefredakteur tätigen Frank Werner ab.
Die verkaufte Auflage beträgt 12.942 Exemplare, ein Minus von 55,1 Prozent seit 1998. Zusammen mit den Pyrmonter Nachrichten und der Nebenausgabe Bodenwerder erreicht das Blatt eine verkaufte Auflage von 17.713 Exemplaren.

## Beschreibung
Die Deister- und Weserzeitung erscheint in der Deister- und Weserzeitung Verlagsgesellschaft, zu der zu hundert Prozent auch die Schaumburger Zeitung (Rinteln) und die Schaumburg-Lippische Landes-Zeitung (Bückeburg) gehören (die ebenfalls zugehörige Deister-Leine-Zeitung aus Barsinghausen hat ihr Erscheinen am 29. Februar 2012 eingestellt). Zudem hält die Dewezet einen Minderheitsanteil von 20 Prozent an den Schaumburger Nachrichten (Stadthagen).
Die Dewezet-Zeitungsgruppe ist damit die sechstgrößte Zeitungsgruppe in Niedersachsen/Bremen. Die unabhängige Neue Deister-Zeitung aus Springe sowie die Leine-Deister-Zeitung aus Gronau (Verlagsgruppe Dirk Ippen) kooperieren mit der Verlagsgruppe Dewezet im Anzeigen- und Beilagengeschäft.
Die Zeitung verfügte bis Ende März 2004 über eine eigene Vollredaktion, d. h., sie produzierte nicht nur den Lokalteil, sondern auch die überregionalen Politik-, Wirtschafts- und Sportseiten selbst. Inzwischen gibt es hier in weiten Teilen eine Kooperation mit der Verlagsgesellschaft Madsack in Hannover (Hannoversche Allgemeine Zeitung, Neue Presse), die auch einen Minderheitsanteil an der Dewezet hält. Weitere Kooperationen mit der Verlagsgesellschaft Madsack bestehen seit 2004 auch mit der Anzeigen- und Beilagen-Kombination „HAZ-Total“.
Die Deister- und Weserzeitung Verlagsgesellschaft ist ursprünglich aus der Gesellschaft CW Niemeyer GmbH & Co KG entstanden. Diese hat sich im Jahr 2000 in die Geschäftsbereiche Zeitungsverlag, Akzidenzdruckerei (CWN Druck GmbH) und Buchverlag (CW Niemeyer Buchverlage) aufgespalten. Weiterhin entstand aus dieser Aufgliederung die CW Niemeyer Service GmbH für Verwaltungsdienstleistungen. Trotz der Aufspaltung in verschiedene Unternehmensteile steht die Verlegerfamilie Niemeyer auch weiterhin an der Spitze des Unternehmensverbundes.
C.W. Niemeyer gehört zu den älteren Druckereibetrieben Niedersachsens. Die Druckerei wurde bereits 1797 von Carl-Wilhelm Niemeyer in Königslutter gegründet und 1806 nach Hameln verlegt. Die Deister- und Weserzeitung erschien erstmals 1848. Seit 1884 kommt die Zeitung täglich heraus.

## Auflage
Die Deister- und Weserzeitung hat in den vergangenen Jahren erheblich an Auflage eingebüßt. Die verkaufte Auflage ist in den vergangenen 10 Jahren um durchschnittlich 5 % pro Jahr gesunken. Im vergangenen Jahr hat sie um 10 % abgenommen. Sie beträgt gegenwärtig 12.942 Exemplare. Der Anteil der Abonnements an der verkauften Auflage liegt bei 89,5 Prozent.
| 1998  | 1999  | 2000  | 2001  | 2002  | 2003  | 2004  | 2005  | 2006  | 2007  | 2008  | 2009  | 2010  | 2011  | 2012  | 2013  | 2014  | 2015  | 2016  | 2017  | 2018  | 2019  | 2020  | 2021  | 2022  | 2023  | 2024  |
| ----- | ----- | ----- | ----- | ----- | ----- | ----- | ----- | ----- | ----- | ----- | ----- | ----- | ----- | ----- | ----- | ----- | ----- | ----- | ----- | ----- | ----- | ----- | ----- | ----- | ----- | ----- |
| 28817 | 28589 | 28198 | 28235 | 27817 | 27134 | 26504 | 26100 | 25606 | 25605 | 25049 | 24558 | 24222 | 23788 | 23036 | 22244 | 21576 | 20724 | 20042 | 19266 | 18594 | 17747 | 18028 | 17311 | 15749 | 14374 | 12942 |